# Hamlet Lima Quintana
Hamlet Lima Quintana (nacido como Hamlet Romeo Lima, 15 de septiembre de 1923-21 de febrero de 2002) fue un poeta argentino, autor de más de cuatrocientas canciones, entre ellas la popular "Zamba para no morir" (con música de Norberto Ambrós y Héctor A. Rosales).

## Biografía
Nacido en Morón en 1923, prefería decir que era de Saladillo (localidad situada a 200 km de la ciudad de Buenos Aires, zona rural de la Pampa húmeda), debido a que pasaba cinco meses por año allí durante su infancia.
Tanto su padre como su madre alimentaron el amor por las letras y la música, ya que ambos escribían poesía y tocaban la guitarra y el piano.
Entre 1940 y 1960, Lima Quintana fue músico y cantor primero en la compañía de Ariel Ramírez y luego con los grupos Los musiqueros y Los mandingas.
Desde Buenos Aires, Hamlet Lima Quintana componía canciones que acompañaron al movimiento artístico y cultural denominado Nuevo Cancionero (1962), que integraban también el poeta mendocino Armando Tejada Gómez y el músico Oscar Matus. Artistas de la talla de Mercedes Sosa y Horacio Guarany interpretaron sus composiciones.
Además de su actividad artística, trabajó en las redacciones de la agencia de noticias United Press y de la sección Política del diario Clarín. También se desempeñó como cobrador, vendedor de la editorial Sudamericana y empleado del Instituto Nacional de Cinematografía.
También grabó discos con el recitado de sus poemas, de los que se destacan: "Juanito Laguna remonta un barrilete" y "La Pampa Verde".
En el año 2016, la cantante Nancy Ocampo recupera y graba en su CD "Camino de tinta" la chacarera "Se llamaba Simple Alberto", con letra de Lima Quintana y música de Gabriel Senanes, compuesta en 1976 en homenaje al editor cordobés Alberto Burnichón y hasta entonces inédita.
Su primera esposa fue Esther Cecilia Pujadas argentina Docente y también cantó junto a mi padre integrando el grupo "Los mandingas" de ese primer matrimonio nacieron: Ana Cecilia Lima, Silvia Esther Lima, Germán Jorge Lima y Mariano Ventura Lima. 
En su segundo matrimonio contraído en Perú, se casó con la antropóloga argentina Alcira Imazio, con quien tuvo un hijo, Felipe Ramón Lima.
Su tercer matrimonio lo contrajo con Luisa Neves Lagos de cuya unión nacieron Juan Martín Lima y Juan Cruz Lima.
Falleció el 21 de febrero de 2002, a los 78 años, por un cáncer de pulmón.

## Libros
Publicó, entre otros, los siguientes libros:
- Mundo en el rostro (1954)
- El Octavo Pájaro (1961)
- Pampamapa, en la huella del Sur (1962)
- La isla (1964)
- La armonía de los cuerpos (1968)
- Edad del asombro (1969)
- Los juegos (1969)
- Taller del resentido (1970)
- La muerte y los presagios (1970)
- Cuentos para no morir (1972)
- Documento de Identidad (1976)
- Informe de pájaros (1976)
- En distintas formas (1981)
- Sinfonía de la llanura (1983)
- Los estafados (1984)
- Situación personal (1984)
- Milongueada por Pedro Coronel en Saladillo (1987)
- El oficio común (1989)
- Osvaldo Pugliese, biografía (1990)
- Callvucurá y su elogio de la tribu (1991)
- Breve historia de otro mundo (1992)
- Declaración de bienes (antología) (1993)
- Los referentes (1994)
- En el fondo del horizonte (1995)
- El perfeccionista (1997)
- La breve palabra (1998)
- Las memorias (1999)
- Diario del Regreso (1999)
- Las otras casuarinas (2000)
- Antolobiografía (2002)
- Los ángeles de la tierra (2003) (edición póstuma)
- Edad del asombro (libro de canciones escolares, escrito junto a Carlos Guastavino).

## Premios
- Primer premio de Poesía de la Municipalidad de Morón.
- Faja de Honor de la SADE. (1961)
- Premio Konex, Diploma al Mérito como Autor de Folklore. (1985)
- Gran premio SADAIC (folklore). (1995)
- Distinción en reconocimiento a su trayectoria, SADAIC. (2000)
- Plaqueta homenaje del Instituto Movilizador de Fondos Cooperativos. (2001)